# Paris (Tennessee)
Paris település az Amerikai Egyesült Államok Tennessee államában, Henry megyében, melynek megyeszékhelye is. Lakosainak száma 10 316 fő (2020. április 1.).

## Népesség
A település népességének változása:
| Lakosok száma | 9763 | 10 156 | 10 316 |
|               | 2000 | 2010   | 2020   |